# ダンクタンク

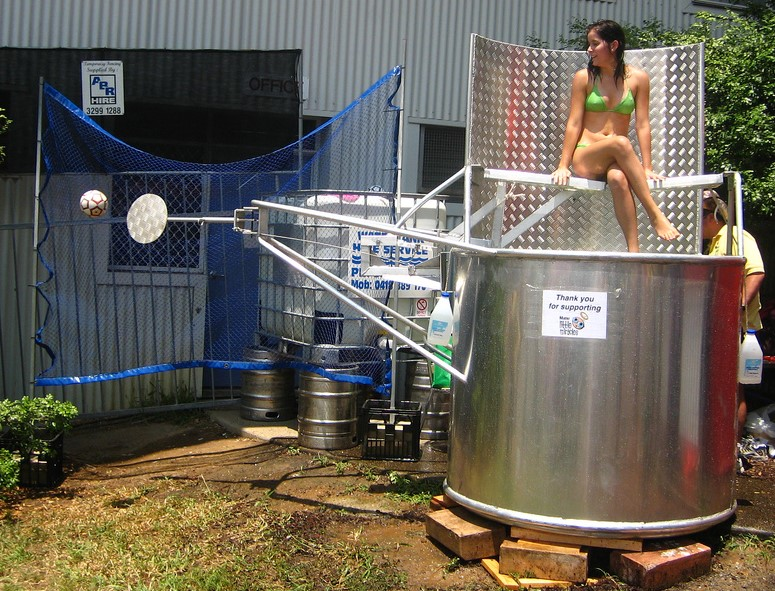
ダンクタンク

ダンクタンク(英: dunk tank)とは、ボールなどを的に当て、水槽の上に座ってる人を水に落とす娯楽である。
日本であまり馴染みはないが、アメリカでは夏の屋外イベントではやることが多い。

## やり方
ボールを投げて的に当て、水槽の上に座ってる人を水に落とす。基本的には、服のまま入るが、プールなどに設置することもある。

## 仕組み
タンクの上のカゴの中に人が座れるいすがついている。
その横に的があり、ボールを投げてその的に当たるとタンクの上にある椅子が外れて上に座っている人(いけにえ、victims)が水の中に落ちるという仕組みである。また、いけにえは参加者がいなくなるまで何度でも落とされる。